# Bulcsú Székely
Pour les articles homonymes, voir Bulcsú et Székely.
Dans le nom hongrois Székely Bulcsú, le nom de famille précède le prénom, mais cet article utilise l’ordre habituel en français Bulcsú Székely, où le prénom précède le nom.
Bulcsú Székely (né le 2 juin 1976 à Budapest) est un joueur de water-polo hongrois, qui remporte avec sa sélection le titre olympique lors des Jeux olympiques de 2000 à Sydney.